# Urso (praefectus urbi)
Urso (latino: Ursus; fl. 415-416) fu un politico dell'Impero romano d'Oriente, praefectus urbi di Costantinopoli nel 415-416.

## Biografia
Nel 415 Urso ricopriva la carica di praefectus urbi di Costantinopoli. Il 4 settembre di quell'anno scortò le reliquie di Zaccaria e di Giuseppe traslate nella Grande Chiesa; è attestato in carica da leggi promulgate il 31 ottobre, e il 17 febbraio 416.
Nel 415 l'imperatore d'Occidente, Onorio, sconfisse un usurpatore, Prisco Attalo; il 28 giugno del 416 Urso celebrò l'evento con spettacoli a teatro. In quello stesso anno è attestato in carica in una legge a lui indirizzata e promulgata il 23 luglio, mentre il 30 settembre scortò l'imperatore Teodosio II, che tornava a Costantinopoli da Eraclea.